# Dudelange Red Sappers
Red Sappers Baseball Team, A.s.b.l., kurz Red Sappers oder Red Sappers Dudelange genannt, ist ein Luxemburger Baseballverein mit Sitz in Düdelingen.

## Geschichte
Der Verein wurde 2006 gegründet und ist seitdem Mitglied der Baseball and Softball Federation of Luxembourg. 2007 wurde der Verein Mitglied im Südwestdeutscher Baseball- und Softball Verband e. V. Von 2013 bis 2017 war der Verein Luxemburger Baseballmeister.

## Vereinsgelände
Das Training findet auf dem Platz 4 des Stade Aloyse Meyer (dem früheren Vereinsgelände des Fußballclubs CS Stade Dudelange) statt. Der Verein hat trotz verschiedener Bemühungen bis heute keinen eigenen Platz und spielt seine Heimspiele in Trier (Deutschland) oder Argancy (Frankreich).